# Archeologia biblica

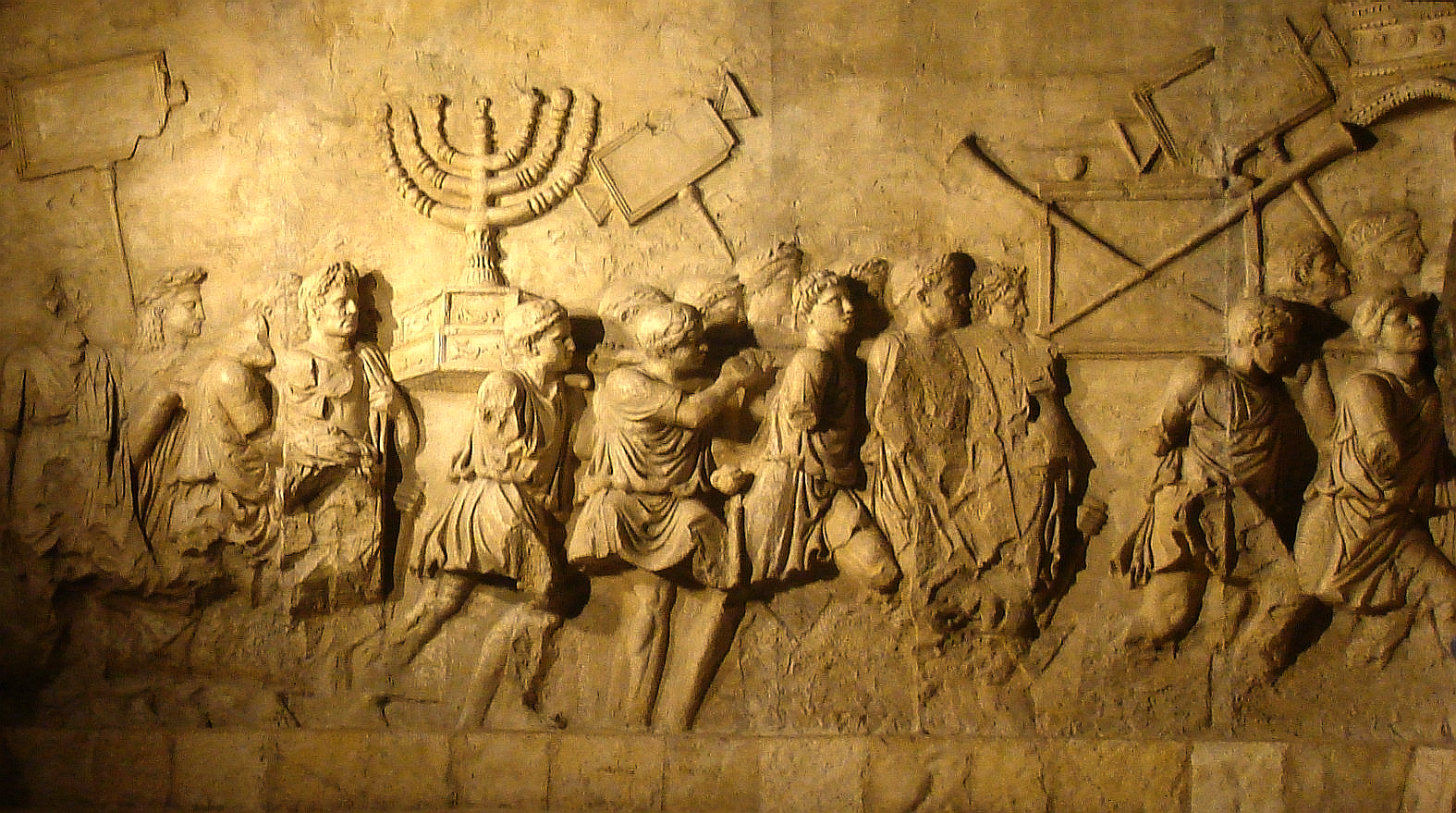
Il sacco di Gerusalemme raffigurato nel bassorilievo dell'Arco di Tito a Roma.

L'archeologia biblica, o archeologia siro-palestinese, è una branca dell'archeologia tradizionale, che si occupa dello studio dei reperti provenienti dalle scoperte archeologiche legate, direttamente o indirettamente alla Bibbia.
Questa scienza dell'antichità mira alla ricostruzione delle civiltà, dei luoghi, dell'ambiente storico e dei costumi del Medio Oriente, riconducibili alla storia d'Israele, l'antico popolo dell'alleanza con Dio.
Una branca dell'archeologia biblica è la Palestinologia.

## Origini
L'inizio del XIX secolo aprì una nuova era nello studio del mondo antico. Cominciarono le prime esplorazioni serie nei luoghi dove erano fiorite le civiltà in tempi anteriori alla Grecia classica: in Assiria, Babilonia ed Egitto. All'inizio formavano oggetto di studio quelle stesse culture; ma quando si lessero le iscrizioni che nominavano dei re conosciuti dall'Antico Testamento, sorse un nuovo interesse e gli studi attirarono un pubblico molto più ampio.

## Metodi dell'archeologia biblica

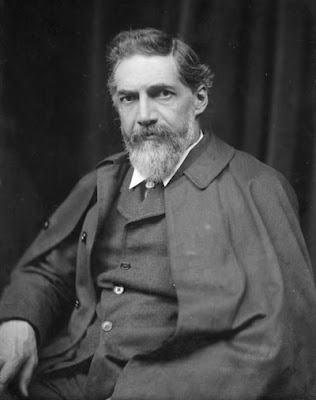
Sir William Flinders Petrie

La necessità di metodi precisi negli scavi archeologici s'impose soltanto agli inizi del XX secolo; fino ad allora l'archeologia consisteva in una specie di caccia all'oggetto, per arricchire i musei dell'Europa.
Casse e contenitori riempiti alla rinfusa, trasferivano in altre sedi, dove poi venivano studiati, i reperti più interessanti.
Così si perdevano per sempre dati preziosi per la ricostruzione degli aspetti meno appariscenti, ma per gli studiosi non meno interessanti, delle civiltà antiche. Inoltre si rendeva difficile o impossibile riconsiderare l'oggetto nel suo ambiente naturale.
L'archeologo inglese William Flinders Petrie, nel 1890, introdusse lo studio della stratigrafia, della ceramografia e della tipologia archeologica.
Per stratigrafia s'intende la ricostruzione delle diverse fasi di occupazione di una città sepolta attraverso l'osservazione degli strati sovrapposti. La tecnica più recente, messa in atto specialmente dalla famosa archeologa inglese Kathleen Kenyon, consiste nel praticare una trincea, un taglio verticale dalla sommità del tell (così si chiama la collina artificiale formata dai detriti della città sepolta) fino al terreno vergine.
Per ceramografia s'intende la descrizione dei vari tipi di ceramica (in genere vasi) che si succedono nei diversi strati.
Per tipologia in archeologia s'intende la correlazione degli strati di diversi luoghi. Questa correlazione viene messa in evidenza dalla convergenza di diversi indizi, come il tipo caratteristico delle costruzioni, dei manufatti e della ceramica. Così ad esempio lo strato IV A di Meghiddo corrisponde allo strato VIII di Hazor, databile al tempo di Omri e di Acab.

## Le fonti
La Bibbia rappresenta una delle fonti per lo studio degli archeologi.
Le fonti principali sono quelle fonti provenienti dalla storiografia biblica:
1. il Pentateuco;
2. l'opera detta deuteronomistica con sei libri: Giosuè, Giudici, Libri di Samuele, 1° e 2° Libro dei Re;
3. l'opera del cronista con i Libri delle Cronache, di Esdra e di Neemia;

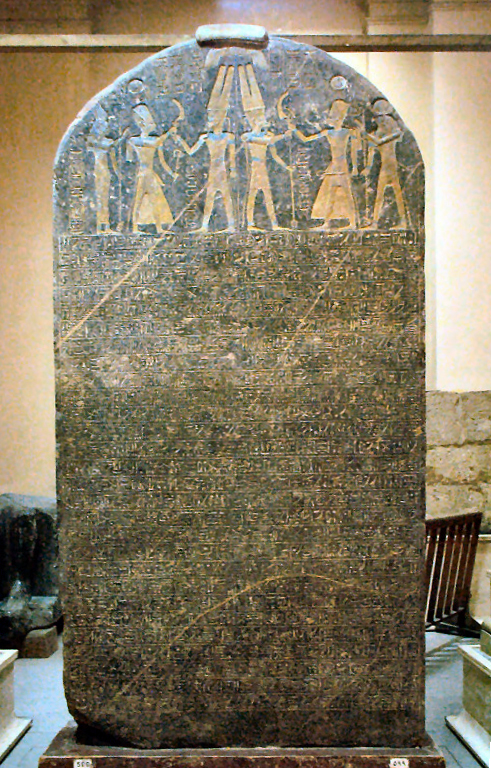
La Stele di Merenptah. Museo egizio del Cairo.

4. parte della letteratura profetica

### Extrabibliche
Le fonti extrabibliche si distinguono in:
1. letteratura apocrifa;
2. letteratura rabbinica (dal II sec. a.C. fino al III/IV sec. d.C.);
3. storici vari (Zenone di Rodi, Polibio);
4. Flavio Giuseppe, autore di Antichità giudaiche (AG) e Guerra giudaica (GG).

### Archeologiche
Sono quelle dei ritrovamenti di luoghi, città, templi di cui parla la Bibbia e quelle di ritrovamenti su cui appare inciso il nome di "Israele", come:
1. la Stele di Merenptah (circa 1200 a.C.);
2. la Stele di Mesha (circa 842-840 a.C.);
3. l'obelisco nero di Salmanassar III (ca. 853 a.C.);
4. gli ostraka di Samaria.

## Elenco delle ricerche storiche

### Ricerche precedenti al 1914
L'archeologia biblica comincia con la pubblicazione da parte di Edward Robinson (1794-1863), professore americano di letteratura biblica, dei suoi viaggi attraverso la Palestina durante la prima metà del XIX secolo, che sottolineava le somiglianze tra i nomi delle moderne città arabe e i nomi delle città bibliche.
Al tempo la più antica bibbia in lingua ebraica in circolazione risaliva al Medioevo.
Il Fondo per l'Esplorazione della Palestina sponsorizzò indagini dettagliate guidate da Charles Warren nei tardi anni 1860, che erano state inizialmente finanziate da Angela Georgina Burdett-Coutts nel 1864 per migliorare le condizioni sanitarie di Gerusalemme; le esplorazioni culminarono con la pubblicazione dell'"Indagine sulla Palestina Occidentale" (The Survey of Western Palestine) negli anni dal 1871 al 1877.
Il più importante ritrovamento di questo periodo è il risultato del lavoro di Warren nella montagna del tempio di Gerusalemme, la scoperta delle fondamenta del tempio di Erode, la prima iscrizione israelita in parecchie giare manufatte con sigilli, e sistemi di pozzi d'acqua al di sotto della città di Davide.
Questa è la cronologia delle ricerche compiute fino al 1914:
- 1890 Flinders Petrie nota strati esposti dall'acqua presso Tell el-Hesi, originariamente creduta la biblica Lachish, ma adesso ritenuta più probabilmente Eglon, e pubblica dettagli di gruppi di manufatti rinvenuti. Frederick Jones Bliss prosegue gli scavi nel 1891-2.
- 1898-1900 Frederick Jones Bliss e Robert Alexander Stewart Macalister scavano quattro siti maggiori nella regione di Israele di Shephelah:
  - Tell es-Safi, probabile biblica città di Gat
  - Tell Zakariya, probabile biblica città di Azekah
  - Tell ej-Judeideh possibile biblica Moresheth-Gath o Libnah
  - Tell Sandahannah probabile biblica Mareshah
- 1902-3, 1907-9 R.A.S. Macalister scavano Gezer, trovando una delle più antiche iscrizioni in lingua ebraica, il Calendario di Gezer
- 1902-4 E. Sellin scava Taanach
- 1903-5 G. Schumacher scava Megiddo
- 1905-7 H. Kohl, E. Sellin, e C. Watzinger rileva un'antica sinagoga in Galilea
- 1907-9 E. Sellin e C. Watzinger scavano Gerico
- 1908, 1910-1 D.G. Lyon, C.S. Fisher e G.A. Reisner scavano la regione della Samaria
- 1911-3 D. Mackenzie scava Beth Shemesh

### Ricerche tra il 1914 e il 1945
Dopo la prima guerra mondiale, durante il mandato britannico sulla Palestina, furono stabilite leggi per regolamentare gli scavi archeologici nel territorio palestinese e fu creato un Dipartimento di Antichità (che è diventato la moderna Autorità per le Antichità di Israele) e il Museo Archeologico della Palestina, oggi Museo Rockefeller.
Cronologia delle ricerche:
- 1921-3, 1925-8, 1930-3 C.S. Fisher, A. Rowe, e G.M. Fitzgerald scavano Beth Shean
- 1922-3 W.F. Albright scava Tell el-Ful, probabilmente la città biblica di Gabaa
- 1925-39 C.S. Fisher, P.L.O. Guy, e G. Loud scavano Megiddo
- 1926, 1928, 1930, 1932 W.F. Albright scava Tell Beit Mirsim (forse la biblica città di Eglon o Debir -- Kirjath Sepher)
- 1926-7, 1929, 1932, 1935 W.F. Bade scava Mizpah
- 1928-33 E. Grant scava Beth Shemesh
- 1930-6 J. Garstang scava Gerico
- 1931-3, 1935 J. Crowfoot effettua ricerche nella regione della Samaria
- 1932-38 J.L. Starkey scava Lachish, ma le ricerche terminano per il suo assassinio da parte di banditi presso Hebron
- 1936-40 Benjamin Mazar scava Beth Shearim

### Ricerche tra il 1945 e il 1967
Dopo la dichiarazione della fondazione dello Stato di Israele e con la scoperta dei manoscritti del Mar Morto da parte di alcuni beduini nel 1947 e di altre antiche copie di testi della Bibbia ebraica le ricerche archeologiche riprendono, potendosi anche avvalere di moderni mezzi di scavo e di ricerca.
- 1948, 1951-56 Gerald Lankester Harding e Roland de Vaux scavano Qumran
- 1948-50, 1952-5 J. Kaplan scava Giaffa
- 1953, 1960-1961 Yigael Yadin scava Nahal Hever
- 1954, 1959-62 Y. Aharoni scava Ramat Rachel
- 1955-8, 1968 Yigael Yadin scava Hazor
- 1956-7, 1959-60, 1962 James B. Pritchard scava Gibeon
- 1961-7 Kathleen Kenyon scava Gerusalemme, l'antica città di Davide
- 1962-7 Y. Aharoni e R. Amiran scavano Arad
- 1962-3, 1965-72 M. Dothan scava Ashdod
- 1963-5 Yigael Yadin scava Masada
- 1964-74 George Ernest Wright, William Dever, e Joe Seger scavano Gezer; si tratta del primo scavo accademico in Palestina.

### Ricerche successive al 1967
Dopo la conquista da parte di Israele del Muro Occidentale e del Monte del Tempio durante la guerra dei sei giorni, gli archeologi conducono ulteriori estese ricerche entro i limiti della moderna città di Gerusalemme.
In particolare Ketef Hinnom a sud-ovest della città vecchia scopre due piccoli rotoli d'argento che preservano gli unici testi biblici più antichi dei manoscritti del Mar Morto. Entrambi questi amuleti contengono la Benedizione sacerdotale dal libro dei Numeri, uno contiene anche una citazione che si trova nel libro dell'Esodo 20,6 e nel Deuteronomio 5,10;7,9; gli stessi versi appaiono anche successivamente nel libro di Daniele 9,4 e di Neemia 1,5.
- 1968-78 Benjamin Mazar scava Gerusalemme, nell'angolo sud-occidentale del monte del Tempio
- 1969-76 Y. Aharoni e Z. Herzog scavano Be'er Sheva
- 1969-82 N. Avigad scava Gerusalemme nel quartiere ebraico
- 1973-94 D. Ussishkin scava Lachish
- 1975-82 A. Biran scava Aroer
- 1977-9, 1981-9 Amihai Mazar e G.L. Kelm scavano Timnah
- 1978-85 Y. Shiloh scava Gerusalemme, presso la città di Davide
- 1979-80 G. Barkay scava Ketef Hinnom
- 1979, 1981-2, 1984-7, 1990-1, 1993-2000 D. Livingston scava Khirbet Nisya
- 1981-2, 1984-8, 1990, 1992-6 T. Dothan e S. Gitin scavano Ekron
- 1996-2002, 2004-2005 A. Maeir scava Tell es-Safi, probabilmente la città di Gat
- 1999-2001, 2005 Ron Tappy scava Tel Zayit (Zeitah)
- 2005 O. Lipschits scava Ramat Rachel
- 2005 A. Gorzalczany e G. Finkielsztejn scavano Nahal Tut

## Stato attuale della ricerca
A partire dagli anni 70 del XX secolo ad oggi, stante anche il progresso delle tecniche archeologiche e scientifiche, la maggioranza degli archeologi propende per ritenere non storico molto di quanto contenuto nel testo biblico. Il quotidiano israeliano "Haaretz", nell'ottobre 2017, riportava nella sua sezione archeologica le considerazioni sullo stato attuale della ricerca: "I padri fondatori dell'archeologia israeliana sono partiti esplicitamente con la Bibbia in una mano e un piccone nell'altra, cercando i risultati delle epoche bibliche, come parte del progetto sionista. Ma con il progredire degli scavi negli anni '70 e '80, piuttosto che la convalida, ciò che cominciò ad accumularsi furono le contraddizioni" e "oggi, a 18 anni di distanza, armati di tecnologie di datazione e molecolari all'avanguardia, gli archeologi sono sempre più d'accordo con Herzog [noto archeologo israeliano] che, in generale, la Bibbia non riflette le verità storiche".
Ad evidenziare tali osservazioni sono gli stessi archeologi israeliani, molto attivi nel campo dell'archeologia biblica, come Israel Finkelstein e Ze'ev Herzog, il quale afferma che "questo è ciò che gli archeologi hanno scoperto dai loro scavi nella Terra di Israele: gli Israeliti non sono mai stati in Egitto, non hanno vagato nel deserto, non hanno conquistato i territori in una campagna militare e non li hanno dati alle 12 tribù di Israele" e "la monarchia unificata di Davide e Salomone, che è descritta dalla Bibbia come una potenza nazionale, era tutt'al più un piccolo regno tribale. E per molti sarà uno spiacevole shock che il Dio di Israele, YHWH, abbia una consorte femminile e che la prima religione israelita abbia adottato il monoteismo solo nel periodo calante della monarchia e non sul Monte Sinai"; lo storico e archeologo Mario Liverani aggiunge: "Due filoni della ricerca, da una parte l'analisi filologica dei testi biblici, dall'altra l'archeologia arrivano alle stesse conclusioni. E le conclusioni sono che non possono essere considerati storici i racconti più celebri del Vecchio Testamento, come le vicende di Abramo e dei Patriarchi, la schiavitù in Egitto, l'Esodo e la peregrinazione nel deserto, la conquista della Terra Promessa, la magnificenza del regno di Salomone". Anche in merito alla città di Gerusalemme, questa "è la carta vincente nel campo dello studio critico. Nei 18 anni successivi all'articolo di Herzog [Gerusalemme] è stata scavata come mai prima di allora. Tuttavia, come concorderebbe la stragrande maggioranza degli archeologi [...] la capitale di un regno unificato di Davide e Salomone non è stata trovata".
Gli studiosi del "Nuovo Grande Commentario Biblico", conformemente alle attuali conoscenze archeologiche, precisano inoltre che "pochi, ammesso che ce ne siano, sono gli episodi importanti di Giosuè che possono essere considerati storici. Per esempio, né Gerico né Ai [come meglio precisato nella sottostanti sezioni "Mura di Gerico" e "Conquista di Ai"] né Gabaon erano abitate nel periodo in cui la maggior parte degli studiosi colloca l'emergere di Israele in Canaan (ca. 1200). [...] Per lo più, quindi, i reperti archeologici contraddicono la narrazione. Il che è vero anche a livello di piccoli dettagli: non ci sono usanze, elementi geopolitici o manufatti specifici menzionati in Giosuè che possono essere datati solo alla fine del secondo millennio, e molti di essi sono ancora presenti nel primo. D'altra parte, Giosuè riflette il tempo in cui fu composto. Così, la lista delle città levitiche del c. 21, non poté essere compilata prima del sec. VIII, perché è questo il periodo in cui la maggior parte di esse esisteva".

## Reperti riguardanti la Bibbia ebraica

### Storicamente accertati
- pozzo di Gibeon (at el-Jib)
- tunnel di Ezechia sotto Gerusalemme
- rampa d'assedio di Sennacherib in Lachish
- pozzo di Siloam, scoperto nel 2004
- tempio di Shechem (che va dalla tarda età del bronzo all'antica età del ferro) corrispondente alla "Casa di (di Dio) Baalberith" nel libro dei giudici 9[15]
- 19 tumuli a ovest di Gerusalemme, che datano senza dubbio all'epoca della monarchia giudaica e forse rappresentano il sito delle cerimonie memoriali dei re menzionati nel secondo libro delle Cronache 16,14;21,19;32,33[16] e nel libro di Geremia 34,5[17]

#### Mura di Gerico
Le mura dell'antica città di Gerico sono datate nella metà del secondo millennio a.C. e possono essere state distrutte nel corso di un assedio o da un terremoto.
Ci sono opinioni differenti riguardo alla loro identificazione con quelli descritti nella Bibbia, nel capitolo sesto del Libro di Giosuè.
In origine sono stati datati da John Garstang al 1400 a.C. circa, la datazione è stata poi contestata da Kathleen Kenyon che ha proposto il 1550 a.C., approvata dalla maggioranza degli archeologi. Bryant Wood ha recentemente riproposto la datazione di Garstang.
Attualmente gli studiosi cristiani, allineandosi alle conclusioni dell'archeologia descritte nella soprastante sezione "Stato attuale della ricerca", ritengono non storici gli episodi biblici legati a Gerico e ad altre città come Ai; gli esegeti del "Nuovo Grande Commentario Biblico" precisano che "tutto questo è racconto, non storia, conclusione questa che trova un sostegno anche nei risultati degli scavi di Gerico (Tell es-Sultàn, a circa 16 km dalla confluenza del Giordano e del Mar Morto). L'ultima occupazione del luogo durante il Tardo Bronzo è del XIV secolo e, da allora fino al secolo IX, non si verificarono ulteriori stanziamenti. Quindi, al tempo di Giosuè, nessuno viveva a Gerico", mentre gli esegeti dell'interconfessionale Bibbia TOB - concordemente con quelli della Bibbia di Gerusalemme e della Bibbia Edizioni Paoline, che evidenzia come "grande imbarazzo crea il fatto che secondo gli scavi archeologici Gerico non esisteva come città nel XIII secolo" - concludono come "nel caso di Gerico, i risultati archeologici si sono rivelati molto deludenti per questo periodo e il racconto Giosuè 6 si presenta piuttosto come una liturgia di guerra e non tanto come un rapporto circostanziato sulla presa della città. Bisogna pur ammettere che non sempre il testo biblico fornisce una risposta alle domande che gli poniamo".

#### Conquista di Ai
In merito alla città di Ai, la cui caduta per mano degli Israeliti è descritta nel capitolo ottavo del Libro di Giosuè, gli esegeti dell'interconfessionale Bibbia TOB affermano come "ricerche archeologiche recenti hanno mostrato che il sito di Ai era da lungo tempo abbandonato all'epoca di Giosuè e deve essere stato occupato pacificamente dagli Israeliti. Gs 8 costituisce dunque probabilmente una leggenda di conquista destinata a giustificare il possesso da parte di Beniamino di un territorio". Concordemente, gli studiosi della École biblique et archéologique française (i curatori della Bibbia di Gerusalemme) e del "Nuovo Grande Commentario Biblico" confermano che "il sito era già da molto tempo in rovina all'epoca di Giosuè ed è difficile attribuire a questo racconto un valore storico" e "come nel caso di Gerico, i dati archeologici di Ai (la moderna et-Tell a circa 19 km a nord di Gerusalemme) contraddicono il racconto biblico; non ci sono testimonianze di insediamenti ad Ai dalla fine del terzo millennio fino all'Età del Ferro I".

### Manufatti da scavi documentati
- Arad ha dato alla luce il primo tempio a noi giunto, datato VIII sec. a.C., a differenza di quanto pensasse Aharoni, con pianta identica a quella di Gerusalemme, e struttura divisa in atrio con altare quadrato, santo e debir. Nel debir sono state trovate due stele, a Yahwé e alla sua Ashera, con rispettivi altarini per l'incenso.
- Sempre in Arad sono state trovate iscrizioni, e per la prima volta, a noi nota, compare il titolo di "casa di Jahvé" con cui si nominava il tempio di Arad stesso e la dicitura di una famiglia sacerdotale: i figli di Core, a noi nota solo per la menzione tra i compositori di salmi, cosa che ha suggerito la collocazione di alcuni salmi nella prassi liturgica di Arad.
- testi di Balaam, pittura e inchiostro su intonaco trovati a Deir'Alla in Giordania che combaciano con Numeri 22-24[27]
- Obelisco nero di Salmanassar III, che raffigura Jehu, figlio di Omri, e menziona anche Hazael di Aram/Damasco/Siria, riferibile al secondo libro dei re 8-10[28]
- iscrizione di Ekron iscrizione (scoperta nel 1993 a Tell Miqne)
- ostracon di Gath
  - Trovata da A. Maeir mentre scavava Tell es-Safi nel 2005
  - Incisione con 9 lettere che presentano 2 nomi (אלות ולת) etimologicamente in relazione a Golia (גלית)
- GBON (גבען) Manici di vasi ricuperati dal pool. Gibeon
  - Alcune scritte "Hananiah" possono essere state associate alla persona menzionata nel libro di Geremia 28:1
  - Altri nomi incisi su Gibeon manici di giare: Amariah, Azariah, Domla, Geder, Hananiah, Neri, Shebuel
- Gemaria figlio di Shaphan, impressione stampata su sigillo bulla
  - Trovati durante Yigal Shiloh gli scavi di Gerusalemme nel 1983, è probabilmente da riferire alla persona citata nel libro di Geremia 36:10
- L'iscrizione di Siloam, iscrizione trovata nel tunnel di Hezeckiah (e rimossa da Gerusalemme nel 1880)
- La stele di Tel Dan, iscrizione in tre frammenti scoperta nel 1993 che menziona la "Casa di Davide"
- Izbet Sartah, ostracon; 2 frammenti scavati nel 1976
  - 5 linee incise di 80-83 lettere (letture di varie epigrafi), con l'ultima linea che è un abecedario
  - Trovato nel silo di un villaggio non fortificato (forse la Biblica Eben-Ezer 2 miglia a est della Palestina Aphek) occupata dal 1200-1000 a.C.
  - vedi Capitolo 3 di  In the Beginning: A Short History of the Hebrew Language (archiviato dall'url originale il 12 gennaio 2012). (Hoffman 2004) per l'importanza linguistica dell'Ebraico.
  - vedi quadri in The Text of the Old Testament (Wurthwein 1995) per un facsimile dell'ostrakon
- Jaazaniah, servo del re  (ליאזניהו עבד המלך) sigillo di agata striata con icona di gallo rampante
  - Trovato nella Tomba 19 a Tell en-Nasbeh(la probabile Biblica Mizpah)
  - Possibilmente appartenente a un comandante militare a Mizpah menzionato nel 2 Re 25:23
- Jehucal, figlio di Shelemiah, figlio di Shobi (יהוכל בן שלמיהו בן שבי) preziosa figura stampata su sigillo
  - Trovata durante gli scavi di Eilat Mazar, di un palazzo del re Davide nel 2005, probabilmente riferibile alla persona ricordata nel libro di Geremia 37:3 e 38:1 (foto pubblicata il 6 agosto 2005 edizione del Taipei Times)
- Stele di Kurkh di Salmanassar III trovato da J.E. Taylor (console inglese a Diyarbekir) nel 1861, che menziona la battaglia di Qarqar a cui presero parte "2000 carri, 10000 fanti di Acab l'Israelita" (l'incidente non è menzionato nella Bibbia)
- Gli ostraca di Lachish
  - Il maggior numero di testi, scoperti nel 1930, dipingono le condizioni durante la fine del VII secolo a.C. poco prima della conquista dei Caldei.
  - Lettera 3: menziona un avvertimento de il profeta.
  - Lettera 4: i nomi Lachish e Azekah sono tra gli ultimi luoghi conquistati come ricordato nel libro di Geremia 34:7.
  - Lettera 6: descrive una cospirazione; reminiscenza di libro di Geremia 38:19 e 39:9 che usa una fraseologia del tutto identica a 38:4.
- Lachish rilievi dal palazzo di Sennacherib a Ninive (che descrivono la sua conquista)
- stele di Mesha
  - Un'iscrizione Moab scoperta a Dhiban, Giordania, nel 1868 che menziona un re Israelita, Omri. Essa ricorda anche i vassalli di Yahweh come tributari. È interessante perché lo stesso evento è raccontato, da prospettiva diversa, nel libro delle Cronache.
- La stele di Merenptah, (Egitto riferentesi a A-pi-rw in terra di Canaan). Ora, se la terra del Canaan era già nota e nominata in terra d'Egitto, a noi fornisce evidenza della presenza di qualcosa che ha a che fare con il termine "ebrei". Non vi sono menzioni a noi note in documentazione anteriore.
- Il cilindro di Nabonide
  - Un'iscrizione cuneiforme trovata nel tempio Tempio di Shamash in Sippara che cita Belshazzar come il figlio dell'ultimo re di Babilonia
  - Il Daniele ai capitoli 5, 7, e 8 cita il nome Baldassar come re, ma ciò era probabilmente dovuto all'uso aramaico (e.g., Un'iscrizione bilingue sulla statua di Haddayishi a Gozan lo definisce "governatore" in accadico ma "re" in aramaico); notare pure che Belshazzar offrì il terzo posto del regno come premio piuttosto che il secondo
- Pim weights
  - Prime specie trovate da R.A.S. Macalister a Gezer; molte altre trovate prima.
  - scritture con parole di significato sconosciuto che hanno avuto una migliore traduzione del 1 Samuele 13:21
- La conquista di Samaria da parte di Sargon II, iscrizione (ANET 284) trovata da P.E. Botta a Khorsabad nel 1843: "sconfissi e conquistai Samaria, e portai via come schiavi 27 290 abitanti d'essa. ... ricostruii la città meglio di prima e insediai in essa genti di altri paesi che io stesso avevo conquistato." (2 Re 17:23-24)
- [figlio di] Immer (ליהו [בן] אמר[?]) impressione stampata su sigillo
  - Trovata il 27 settembre 2005, mentre si controllava il sedime scartato proveniente dal Monte del Tempio di Gerusalemme nel 1999
  - Può essere collegata a un sacerdote del Tempio di Salomone (libro di Geremia 20:1)
- L'iscrizione di Tiglatpileser III trovata da A.H. Layard a Nimrud:
  - ANET 282: "ho ricevuto il tributo di ... Jehoahaz di Giuda" (incidente non menzionato nella Bibbia)
  - ANET 283: "Come per Menahem Io lo sostituii ... Io misi Hoshea come loro re." (prospettiva alternativa in 2 Re 15:19 e 17:3)
- Zayit Stone
  - Pietra di limite incisa con abecedario Paleo-ebreo e resti di parecchie altre iscrizioni trovate a Zeitah (Tel Zayit) in-situ in uno strato datato al X secolo a.C.

#### Archivi cuneiformi di Ebla
Gli archivi cuneiformi di Ebla (Tell Mardikh) includono un re di Ebla di nome Ebrum, che alcuni identificano con il biblico patriarca Eber (o Heber), dal quale presero nome gli Ebrei. Sono pure riportati riferimenti a popoli con nomi semitici e di divinità similari a quelli della Bibbia. Sembrano anche echeggiare riferimenti alle stesse cinque città menzionate nel libro della Genesi: Sodoma, Gomorra, Adma, Zeboim, e Bela/Zoar nello stesso ordine di Genesi 14.
La circolazione delle straordinarie evidenze tra i testi eblaiti e quelli dell'Antico Testamento, che alla fine degli anni settanta creò un certo interesse nel mondo anglo-sassone, fu resa attendibile e ad enunciarla fu il primo decifratore delle tavolette eblaite Giovanni Pettinato. L'infondatezza di questa notizia, che alcuni biblisti ancora oggi accreditano come valida, fu seguita dalla leggenda che il governo siriano stesso, in conflitto aperto con lo Stato di Israele per l'altopiano del Golan, tenesse nascoste queste pubblicazioni. A partire dal 1981, e con pubblicazioni annuali periodiche da parte dell'università "La Sapienza" di Roma, le pubblicazioni definitive dei testi di Ebla serie ARET (Archivi Reali di Ebla. Testi) sotto la direzione del nuovo filologo Alfonso Archi

### Manufatti di provenienza sconosciuta o discussa
- Diversi gruppi archeologici e singoli individui hanno presunto di aver localizzato i resti dell'Arca di Noè. La maggior parte degli studiosi respinge questi ritrovamenti come pseudoarcheologia.
  - L'archeologo Ron Wyatt ha sostenuto di ritenere di aver localizzato il luogo dove l'arca si è definitivamente fermata. Dopo la sua morte è stato acclamato da molti "credenti nella Bibbia". È venuto alla luce un numero sterminato di siti internet che lo riguardano e alcuni di questi hanno fabbricato notizie su di lui e le sue scoperte.
  - Nel 2004, un'ulteriore spedizione si è recata sul Monte Ararat in Turchia per cercare di localizzare l'arca. Reperti prelevati in Turchia ed esaminati dal Geological and Nuclear Sciences, un istituto di ricerca governativo neozelandese, si sono rivelati essere roccia vulcanica anziché legno pietrificato.  Click Through Error (archiviato dall'url originale il 3 marzo 2006).
- La Pietra di Scone, conosciuta anche come "la colonna di Giacobbe".
  - Per secoli questa pietra è stata un componente essenziale delle cerimonie di incoronazione dei re nelle isole britanniche. La credenza la riteneva la pietra sulla quale Giacobbe, in seguito (ribattezzato Israel) aveva ricevuto una visione, e che la frattura che presenta fosse derivata dal colpo infertole da Mosè per renderla capace di portare acqua. Niente di questo può essere provato e i tentativi di connetterla alla Palestina tramite Geremia mancano di fondamento.

## Reperti riguardanti il Nuovo Testamento

### Storicamente accertati
- il secondo Tempio o tempio di Erode, confermato dal ritrovamento del muro occidentale

### Reperti da scavi documentati

#### L'iscrizione di Pilato
L'iscrizione di Pilato è un blocco di pietra rinvenuto in uno scavo a Cesarea marittima nel 1961, recante scritto il nome "Pilatus" e "Tiberium".

#### L'ossario di Caifa
In una piccola tomba di famiglia a sud di Gerusalemme, presso Peace Forest, sono stati rinvenuti nel 1990 vari ossari come pubblicava il Jerusalem - Burial Sites and Tombs of the Second Temple Period, di cui il più elaborato riporta l'iscrizione:
(Jehosef figlio di Caifa)
Si tratta del primo ritrovamento archeologico riguardante il nome "Caifa", che sarebbe stato effettivamente un soprannome, come riportato da Flavio Giuseppe in Antichità giudaiche 23,35-39.
Caifa era anche il nome del sommo sacerdote menzionato nel vangelo secondo Matteo 26,3;26,57 presso cui sarebbe stato condotto Gesù su ordine di Ponzio Pilato.

#### Il pozzo di Betzaeta
Nel vangelo secondo Giovanni 5,1-15 è descritto un pozzo a Gerusalemme, presso la porta delle pecore, chiamato Betzaetà e circondato da cinque portici.
Resti corrispondenti alla descrizione sono stati scoperti solo nel XIX secolo e successivamente quattro luoghi sono stati indicati come possibili "pozzi di Betzaetà":
- la moderna fontana della vergine, nella valle del Kidron, non lontano dal pozzo di Siloam
- il Birket Israel, un pozzo presso la bocca della vallata che percorre il Kidron a sud della "porta di Santo Stefano"
- i pozzi gemelli chiamati i "Sotterranei", sotto il convento delle Sorelle di Sion, situato in quello che deve essere stato the rock-hewn ditch tra Betzaetà e la fortezza di Antonia
- recentemente Schick ha scoperto un grande serbatoio, situato circa trecento metri a nord-ovest della chiesa di Sant'Anna, che egli ritiene essere probabilmente il pozzo descritto nel vangelo.

Non ci sono al momento certezze sulla sua identificazione

#### Antiche città descritte nel Nuovo Testamento
I vangeli e le lettere di Paolo descrivono fatti ed avvenimenti riguardanti varie città antiche, ma non tutte le affermazioni hanno trovato finora riscontri archeologici.
Nazaret, che i vangeli dichiarano città di origine di Gesù (Gesù di Nazaret o Gesù Nazareno), non è menzionata nella bibbia ebraica, nel Talmud o nelle opere di Flavio Giuseppe, ma alcuni ritrovamenti archeologici evidenziano un insediamento ebraico presso l'odierna città di Nazaret sia precedentemente che successivamente alla prima rivolta ebraica del 70.
A Cesarea marittima, fondata da Erode il Grande tra il 25 a.C. e il 13 a.C., l'apostolo Pietro vi avrebbe battezzato il centurione Cornelio e Paolo di Tarso vi avrebbe soggiornato spesso e sarebbe anche stato imprigionato per due anni prima di essere trasferito a Roma.

### Reperti di provenienza sconosciuta o dubbia
- Arca dell'Alleanza. La Chiesa ortodossa etiope a Axum, Etiopia afferma di possederla; la tradizione locale vuole che sia stata portata in Etiopia da Menelik I dopo una visita a suo padre Re Salomone.
- L'Iscrizione di Nazareth, tavola con un "Editto di Cesare" che impone la pena capitale per i saccheggiatori di tombe, databile al primo secolo d.C.; sarebbe stata acquisita dalla Collezione Frohner Collection nel 1878 a Nazaret.
- Sindone di Torino: una presunta immagine di Gesù su di un telo di lino, datato al XIII-XIV secolo al radiocarbonio.

## Reperti probabilmente falsificati
L'antiquario Oded Golan è stato accusato nel dicembre 2004 dalla polizia israeliana di aver falsificato una serie di reperti.
- l'ossario di Ja'aqov, un'urna con l'iscrizione "Ja'aqov figlio di Ioseph fratello di Jehoshua"
- La tavoletta di Joash Jehoash, che registra restauri del Tempio di Gerusalemme e si sospetta sia stata realizzata su una vera lastra di pietra antica.
- Diversi cocci che fanno menzione del Tempio o riportano altri nomi di luoghi citati nella Bibbia.
- Una lucerna di pietra a sette ugelli, decorata con una menorah a sette braccia.
- Un sigillo di pietra con bordo d'oro, attribuito al re Manasse.
- Una ciotola in quarzo riportante un'iscrizione in antico egizio, attestante che il Ministro della Guerra del Re Shishek ha conquistato la città di Megiddo.
- Un melograno in avorio, con l'iscrizione «Proprietà dei sacerdoti del tempio…», realizzato con un vero pezzo di avorio antico.
- Una brocca in ceramica con un'iscrizione che afferma che era stata data come contributo al Tempio.
- Numerose bullae, tra le quali una che menziona personaggi biblici compreso il re Ezechia di Giuda, lo scriba Baruch e il profeta Isaia.

### Riferimenti
1. ↑  "Il termine comunemente accettato per la ricerca archeologica condotta nel Levante meridionale è archeologia siro-palestinese o palestinese." J. Randall Price, H. Wayne House, Zondervan Handbook of Biblical Archaeology, Grand Rapids (MI), Zondervan, 2017, Introduzione.
2. ↑  Alan Millard, Archeologia e Bibbia, 1998 Edizioni Paoline, cit. pag. 11
3. ↑  E.R. Galbiati-A. Aletti, Atlante storico della Bibbia e dell'Antico Oriente, Ed. Massimo-Jaca Book, Milano 1983, pp. 27-29
4. ↑   Es 20,6, su La Parola - La Sacra Bibbia in italiano in Internet.
5. ↑   Dt 5,10;7,9, su La Parola - La Sacra Bibbia in italiano in Internet.
6. ↑   Daniele 9,4, su La Parola - La Sacra Bibbia in italiano in Internet.
7. ↑   Neemia 1,5, su La Parola - La Sacra Bibbia in italiano in Internet.
8. 1 2   "Is The Bible a true story?" - Haaretz, su haaretz.com, 24 ottobre 2017. URL consultato il 25 settembre 2018 (archiviato il 24 ottobre 2017).
9. 1 2  Mario Liverani, Oltre la Bibbia. Storia antica di Israele, Laterza, 2007, pp. VII-IX, 37-38, 59-87, 109-116, 134-135, 154-156, 193-198, 275-398, ISBN 978-88-420-7060-3.
10. 1 2  "Deconstructing the walls of Jericho" - Ze'ev Herzog URL consultato il 25 settembre 2018; Archiviato il 22 settembre 2018 .
11. 1 2  Ivana Zingariello e Giorgio Gabbi, La Bibbia è piena di bugie?, in Quark, n° 50, marzo 2005, pp. 79-87.
12. 1 2  Israel Finkelstein e Neil Asher Silberman, Le tracce di Mosé. La Bibbia tra storia e mito, Carocci, 2002, pp. 13-37, 50-60, 71-136, 143-159, 163-176, 199-203, 243-263, 286-328, 341-354, ISBN 978-88-430-6011-5.
13. 1 2  "Ze’ev Herzog and the historicity of the Bible"; Archiviato il 22 settembre 2018 .
14. ↑  Raymond E. Brown, Joseph A. Fitzmyer, Roland E. Murphy, Nuovo Grande Commentario Biblico, Queriniana, 2002, p. 145, ISBN 88-399-0054-3.
15. ↑   Giudici 9, su La Parola - La Sacra Bibbia in italiano in Internet.
16. ↑   2Cronache 16,14;21,19;32,33, su La Parola - La Sacra Bibbia in italiano in Internet.
17. ↑   Geremia 34,5, su La Parola - La Sacra Bibbia in italiano in Internet.
18. ↑   Gios6, su laparola.net.
19. ↑  Raymond E. Brown, Joseph A. Fitzmyer, Roland E. Murphy, Nuovo Grande Commentario Biblico, Queriniana, 2002, p. 150, ISBN 88-399-0054-3.
20. ↑  Bibbia TOB, Elle Di Ci Leumann, 1997, p. 399, ISBN 88-01-10612-2.
21. ↑  La Bibbia, Edizioni Paoline, 1991, p. 273, ISBN 88-215-1068-9.
22. ↑   Giosuè 6, su La Parola - La Sacra Bibbia in italiano in Internet.
23. ↑   Gios8, su laparola.net.
24. ↑  Bibbia TOB, Elle Di Ci Leumann, 1997, p. 411, ISBN 88-01-10612-2.
25. ↑  Bibbia di Gerusalemme, EDB, 2011, p. 439, ISBN 978-88-10-82031-5.
26. ↑  Raymond E. Brown, Joseph A. Fitzmyer, Roland E. Murphy, Nuovo Grande Commentario Biblico, Queriniana, 2002, p. 152, ISBN 88-399-0054-3.
27. ↑   Numeri 22-24, su La Parola - La Sacra Bibbia in italiano in Internet.
28. ↑   2Re 8-10, su La Parola - La Sacra Bibbia in italiano in Internet.
29. ↑   Paolo Matthiae, su ebla.it. URL consultato il 3 maggio 2012 (archiviato dall'url originale il 22 luglio 2012).
30. ↑   Bibliografia scelta, su ebla.it. URL consultato il 3 maggio 2012 (archiviato dall'url originale il 18 maggio 2012).
31. ↑   Jerusalem - Burial Sites and Tombs of the Second Temple Period.
32. ↑   Mt 26,3;26,57, su La Parola - La Sacra Bibbia in italiano in Internet.
33. ↑   Gv 5,1-15, su La Parola - La Sacra Bibbia in italiano in Internet.